# Karl Blessinger
Karl Michael Blessinger (21 de setembro de 1888 - 13 de março de 1962) foi um compositor alemão. Ele juntou-se ao Partido Nazi em 1932.